# Поградеци
«Поградеци» (алб. KS Pogradeci) — албанский футбольный клуб из города Поградец, выступающий в Суперлиге Албании. Основан в 1932 году, под именем «Драгой Поградец». Домашние матчи проводит на стадионе «Джорджи Кичику», вмещающем 10 000 зрителей. Лучшим результатом клуба в Суперлиге Албании является 4-е место в сезоне 1952. В Кубке Албании лучшим результатом клуба является в выход в полуфинал в сезоне 1992/93.

## Основные даты в истории клуба
- 1932 — основание клуба под именем «Драгой Поградец»
- 1936 — дебют в чемпионате Албании
- 1945 — переименование клуба в «Спартаку Поградец»
- 1949 — переименование клуба в «Поградец»
- 1950 — переименование клуба в «Спартаку Поградец»
- 1958 — переименование клуба в «Или и Кунг Поградец»
- 1992 — переименование клуба в «Поградеци»

## Известные игроки
- Эльхам Галика
- Резарт Махо
- Климент Настоски